# Battaglia di Caishi
La battaglia di Caishi (in cinese: 採石之戰T, 采石之战S, Cǎishí zhī zhànP) fu una battaglia navale che ebbe luogo tra il 26 e il 27 novembre 1161, durante la guerra Jīn-Song. I soldati sotto il comando del principe Hailing, imperatore Jurchen della Dinastia Jīn, cercarono di attraversare il fiume Yangtze durante la loro campagna militare contro la dinastia Song. I Song avevano combattuto contro i Jin per diversi decenni e persero quasi tutti i loro territori a nord del fiume Huai. Un trattato di pace stipulato nel 1142 stabilì il confine tra i due stati, con i Jīn che mantenevano il controllo del nord della Cina e i Song quello dello sud .
Il principe Hailing fu messo sul trono nel 1122, ed era suo intento a unire la Cina settentrionale e meridionale sotto un unico impero. Nel 1158, affermò che i Song avessero violato il trattato del 1142, un casus belli per dichiarare guerra. Iniziò dunque, l'anno successivo, i preparativi per la battaglia. Istituì la leva e tutti gli uomini abili erano tenuti ad arruolarsi. Tale provvedimento risultò alquanto impopolare, portando a rivolte che furono poi soppresse. L'esercito Jīn lasciò la capitale Kaifeng il 15 ottobre e si spinse, attraverso lo Huai, verso il fiume Yangtze, senza trovare molta resistenza da parte dei Song.
I Song fortificarono tutta la parte anteriore del fiume Yangtze. Hailing allora prospettò di attraversare il fiume a Caishi. Egli salpò quindi dalla sponda settentrionale dello Yangtze, il 26 novembre, e si scontrò con le forze Song, guidate dal funzionario del governo Yu Yunwen in una battaglia navale. Le navi da guerra con ruote a pala della flotta Song, armati di trabucchi e bombe a proiettili, sconfissero le navi della marina Jin. La battaglia fu una vittoria decisiva per i Song. I numeri dei soldati Jin partecipanti alla battaglia sono contraddittori e probabilmente gonfiati. I moderni studi suggeriscono che la battaglia fu più limita e più imparziale rispetto alle forze Song in campo. La vittoria alzò il morale della fanteria Song e fermò l'avanzata meridionale dell'esercito Jin. Un colpo di Stato militare aveva avuto luogo nella corte Jin, mentre Hailing era assente. Hailing fu poi assassinato in un campo militare dai suoi stessi uomini. Un successivo trattato di pace firmato sia dai Song che dagli Jin nel 1165, pose fine al conflitto tra i due stati.